# 三田了一
三田 了一（みた りょういち、1892年12月19日 - 1983年5月29日）は、日本の昭和期に活動したムスリム（イスラム教徒）であり、指導者。宗教家。ムスリム名はウマル。山口県下関市の出身。イスラミックセンタージャパン元顧問。関西学院大学、北九州大学元中国語講師。

## 特筆すべき活動
1972年に、ムスリムの手による初めてのクルアーン（コーラン）日本語訳を出版（1982年改訂版出版）したことで知られる。この翻訳は、世界初の公認翻訳として承認されている。

## 略歴
1892年、山口県下関市に生まれ、1916年、山口高等商業学校（現・山口大学経済学部）を卒業。その後、南満州鉄道に就職して中国大陸に渡り、現地のムスリムとの交流を経てイスラム教へ改宗する。1941年、中国回教総連合会の主席顧問となる。終戦後の1945年、終戦に伴い日本に帰国。1951年まで、関西学院大学や北九州大学の中国語講師として勤務。1957年、パキスタンに渡り、宗教家としての活動を開始。現地のイスラム教活動に関わる。1958年、ハッジ（巡礼）を行う。1960年、日本ムスリム協会（JMA）の初代会長であるサディーク・今泉の死去に伴い、2代目会長に就任。1972年、ムスリムの手による初めてのクルアーン日本語訳を出版。1982年、改訂版出版。1983年、死去。

## 翻訳書
- 『聖クルアーン―日亜対訳・注解』（改訂版） 日本ムスリム協会、1982年
  - 『聖クラーン―日亜対訳・注解』 日訳クラーン刊行会、1972年
- 『サハーバ物語』 イスラミックセンタージャパン、1978年
  - 『サハバ物語』 東洋大学出版部、1959年